# Саяно-Шушенський біосферний заповідник

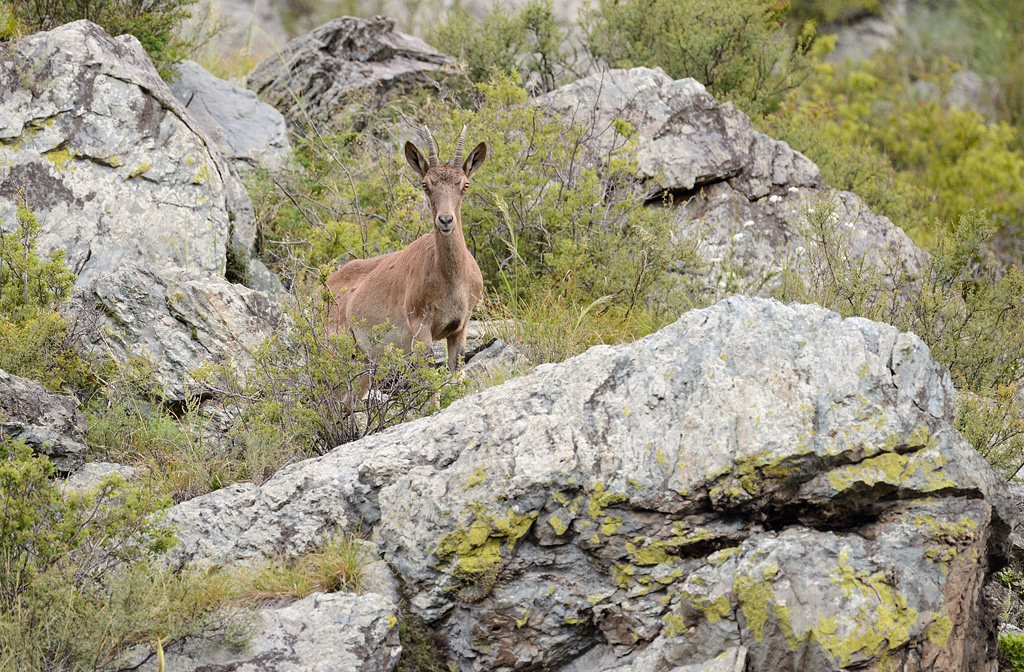

Державний природний біосферний заповідник «Саяно-Шушенський» розташований в центрі Західного Саяна і Алтай-Саянської гірської країни, на території Шушенського і Єрмаковського районів Красноярського краю.
Саяно-Шушенський заповідник був створений 17 березня 1976 року Ухвалою РМ РРФСР № 179. Метою створення заповідника було збереження популяції соболя і вивчення впливу Саяно-Шушенського водосховища на природні екосистеми.
Спочатку площа заповідника була зовсім невеликою — всього 3904 квадратних кілометри гірської тайги.

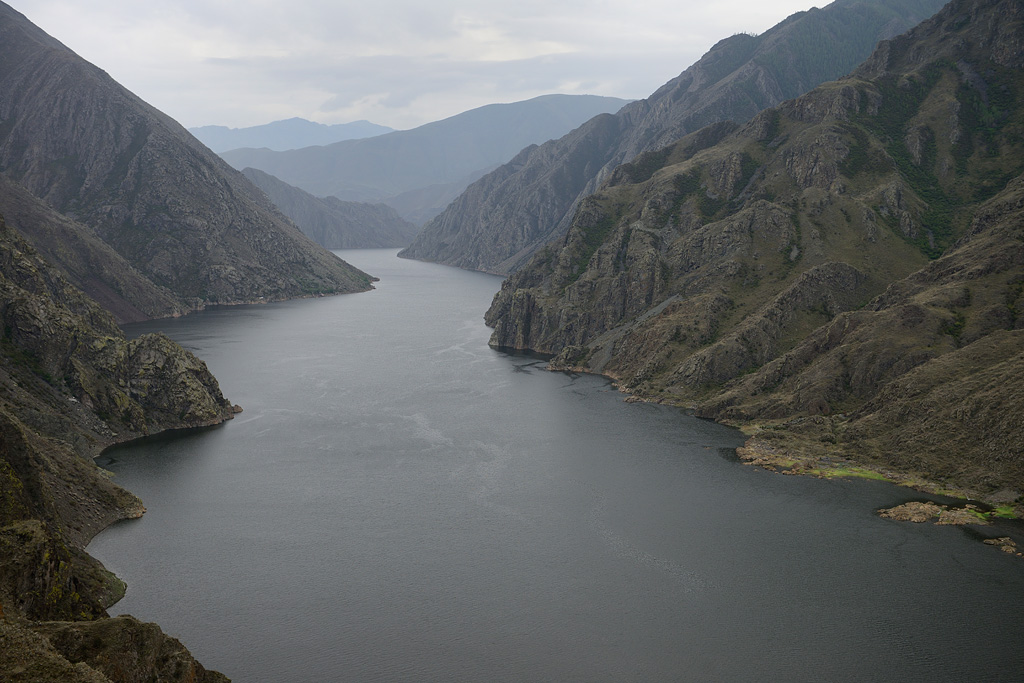

За час існування заповідника його площа збільшувалася двічі і на 2009 становить 390 368 гекторів (за останнім Розпорядженняи РМ РРФСР від 23.01.1985 № 124-р збільшена на 796 гектарів).
У 1985 р. за рішенням ЮНЕСКО заповідник був внесений до списку міжнародної мережі біосферних резерватів світу і в 1988 році отримав статус біосферного. Природні комплекси території, що охороняється, збереглися в незайманому вигляді: річки, гірські озера, альпійські луки і тайгова зона кедрівників.
У Саяно-Шушенському заповіднику виростають тисячі видів рослин, десятки з яких занесені в Червону книгу. Дуже багата й фауна: сотні видів птахів, десятки видів тварин, багато з яких занесені до Червоної книги. Наприклад, сніжний барс, манул, алтайський улар, балобан, беркут, лелека чорний та інші. Численні марал і ведмідь, сибірський гірський козел. У гірській тундрі мешкає до 200 особин найпівденнішої гірсько-тайгової форми північного оленя.
Флора заповідника, розташованого на стику кількох флористичних районів, має змішаний характер, в ній багато ендеміків (борець двоквітковий, водозбір Бородіна, володушка Мартьянова) і реліктів (підмаренник Крилова, рододендрон даурський). Всього у флорі представлено понад 800 видів рослин. У багатій і різноманітній фауні заповідника змішалися представники фаун Алтаю, Монголії і Саян.
На річці Велика Ура (притока річки Катаніг) розташовано термальне цілюще джерело Аржан, яке вважається священним у місцевого населення. Його мінеральна вода має запах сірководня і специфічний смак. "Аржан" (арашан, арчман, нарзан) в перекладі з санскриту означає "нектар", "пиття богів".
На суміжних територіях заповідника, з частковим заходом на зону, що охороняється, активно розвивається екологічний і спортивний туризм: кінний, піший, водні походи, спостереження за фауною, фотополювання і риболовля.
У 1994 році в структурі заповідника з'явилася додаткова охоронна зона, що склала 102 тисячі га. З 2000 року приступили до організації біосферного полігону на 591 тисячі гектарів. А в 2001 році з'явився Єрмаковський філіал заповідника — біосферний полігон "Сиві Саяни".
У заповіднику є музей Природи (сумісний з НП "Шушенський бір"). З середини 1990-х років заповідник є координатором Єнісейської асоціації ООПТ (Особливо Охоронні Природні території). У центральній садибі заповідника багато разів проводилися російські і регіональні наради і конференції з питань заповідної справи.